# Montgiscard
Montgiscard település Franciaországban, Haute-Garonne megyében. Lakosainak száma 2586 fő (2022. január 1.). Montgiscard Donneville, Montlaur, Baziège, Ayguesvives, Saint-Léon, Belbèze-de-Lauragais, Pouze és Montbrun-Lauragais községekkel határos.

## Népesség
A település népességének változása:
| Lakosok száma | 873  | 1575 | 1792 | 2033 | 2143 | 2222 | 2430 | 2530 | 2561 | 2586 |
|               | 1968 | 1982 | 1990 | 2006 | 2013 | 2015 | 2017 | 2019 | 2020 | 2022 |